# 艾于谷山脊
71°44′S 12°23′E / 71.733°S 12.383°E
艾于谷山脊（英語：Aurdalsegga Ridge）是南極洲的山嶺，位於東部南極洲的毛德皇后地，屬於沃爾塔特山脈中南彼得曼山脈的一部分，最高點是尼古拉耶夫山，由德國探險隊發現。